# Обербойхинген
Обербойхинген (нем. Oberboihingen) — община в Германии, в земле Баден-Вюртемберг. 
Подчиняется административному округу Штутгарт. Входит в состав района Эслинген.  Население составляет 5387 человек (на 31 декабря 2010 года). Занимает площадь 6,31 км².